# جیمی آلن
جیمیز فیلیپس آلن (به انگلیسی: James Phillips Allen) (زاده ۱۶ اکتبر ۱۹۰۹ - درگذشته	۸ فوریه ۱۹۹۵) بازیکن فوتبال اهل انگلستان و عضو تیم ملی فوتبال انگلستان است. وی در تاریخ ۱۴ اکتبر ۱۹۳۳ نخستین بازی ملی خود را در مقابل تیم ملی فوتبال ایرلند شمالی انجام داد و با حضور در ۲ بازی ملی، در تاریخ ۱۵ نوامبر ۱۹۳۳ واپسین بازی ملی‌اش را در برابر تیم ملی فوتبال ولز برگزار کرد.